# Blomberg (Adelsgeschlecht)

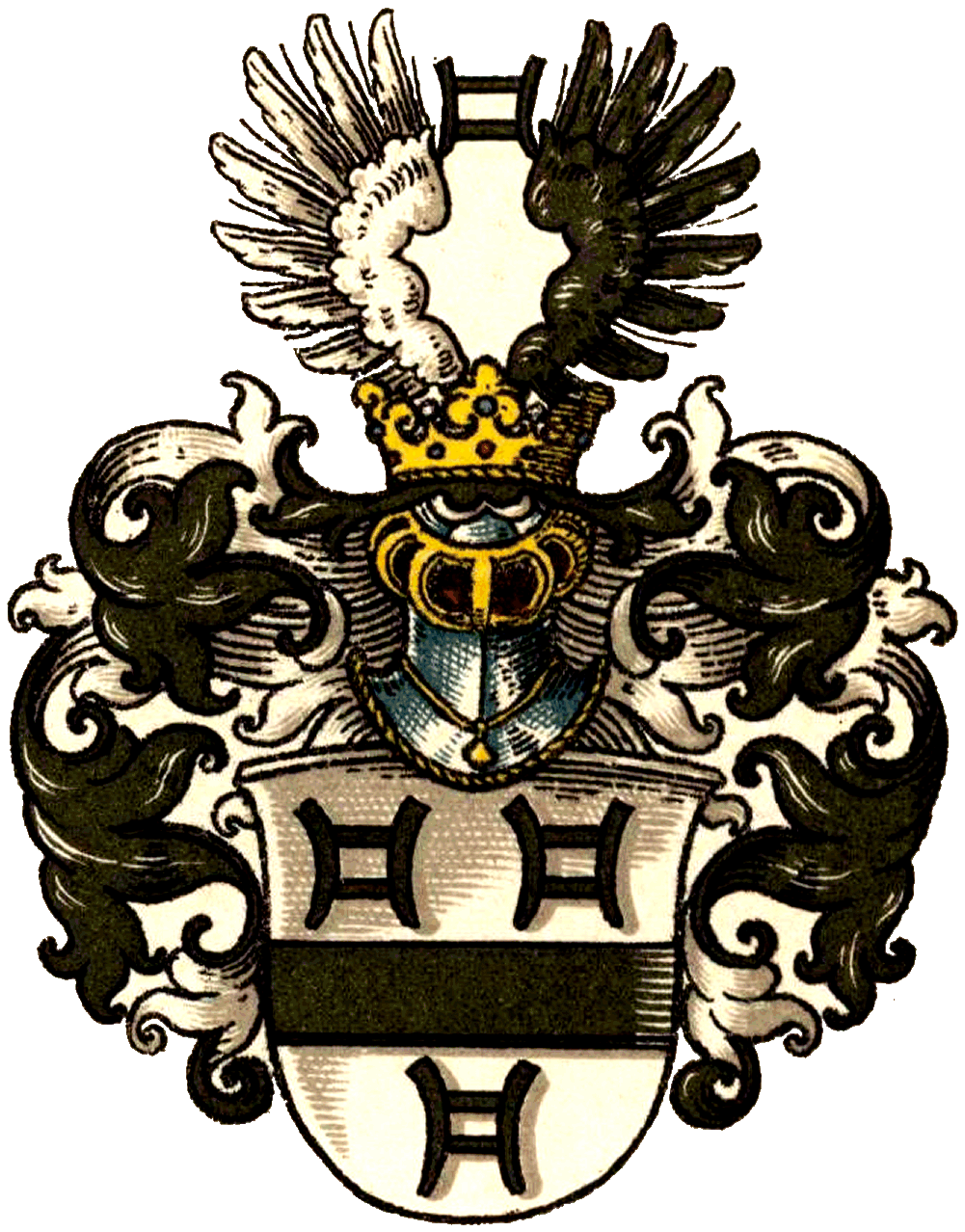
Stammwappen derer von Blomberg

Das Adelsgeschlecht der Freiherren von Blomberg stammt vermutlich aus dem Raum der gleichnamigen Stadt Blomberg im heutigen Kreis Lippe, Nordrhein-Westfalen. Eine Linie wanderte Ende des 13. oder Anfang des 14. Jahrhunderts nach Kurland aus, wo sie dem deutsch-baltischen Adel angehörte.

## Geschichte
Die Familie wird auf einen Pawel Blomberg (belegt 1307) in Kurland als Ahnherrn zurückgeführt. Ein Paul von Blomberg, Herr auf Sexaten und Puhnen (heute Sieksāte und Pūņas in Lettland), starb 1394. Sein Enkel war möglicherweise Siegfried von Blomberg, von 1370 bis zu seinem Tod 1374 Erzbischof von Riga.
Das Geschlecht ist in zwei wesentliche genealogischen Linien aufgeteilt:
- die lippische Linie (Anfang des 15. Jahrhunderts erloschen)
- die kurländische Linie (ihre Zweige sind bis auf den jüngeren Zweig zu Sergemit(h)en (Sermīte) erloschen, von diesem wanderten jedoch einzelne Familienangehörige wieder nach Westfalen/Lippe zurück, sowie in die Neumark)

In der historischen Literatur wird teilweise eine dritte, schwäbische Linie erwähnt:
- Die Herren von Blumberg (12.–14. Jahrhundert, erloschen) auf Burg Alt-Blumberg und Donaueschingen, mit ihrer Seitenlinie von Blumegg auf Burg Blumegg (1577 erloschen). Diese sind aber keines nachgewiesenen gemeinsamen Ursprungs mit den lippischen Blomberg, auch wenn die Stammwappen der beiden Geschlechter im Freiherrendiplom Kaiser Leopolds I. von 1670 (für Johann Albrecht von Blomberg, auf Sergemiten, Sexaten und Perbohnen (Pērbone), kaiserlicher Gesandter in Moskau, sowie dessen Brüder Heinrich und Sebastian) zusammengelegt wurden, um den Blombergs die Verdienste der längst erloschenen Blumberg/Blumegg für das Haus Habsburg würdigend anzurechnen.

Das Vasallengeschlecht des Bistums Kurland erscheint urkundlich mit Hermann Blomenberch auf Puhnen (1442–1467) und beginnt mit Johann Blomberg die sichere Stammreihe, der 1583 auf Sergemit(h)en erwähnt wird. Dieses Gut (auch Groß-Sernaten genannt), lag 12 km südlich von Hasau (dem heutigen Užava im Bezirk Ventspils in Lettland).
Von dort kam ein Zweig zurück ins Lippische und wurde 1769 auf Gut Iggenhausen in Lage (Lippe) ansässig. Dieses kam jüngst über Wiltrud Freifrau von Eckardstein, geb. Freiin von Blomberg, (1911–1999) an die Freiherren von Eckhardtstein.
Karl Gotthard Freiherr von Blomberg auf Perbohnen erwarb Ende des 18. Jahrhunderts das Gut Liebthal in der Neumark, heute Lubiatów in Dąbie (Lebus), sein Bruder Georg Dietrich durch Heirat mit Amalie Grote das Haus Vortlage in Lengerich (Westfalen), das aber 1830 verkauft wurde. Ende der 1930er Jahre waren elf Familienmitglieder in der Deutschen Adelsgenossenschaft organisiert.
Durch Erbe von den Freiherren von Münchhausen kam im 20. Jahrhundert das Gut Nienfeld an die Familie von Blomberg, die es bis heute bewirtschaftet.

## Wappen
- Das Stammwappen zeigt in Silber einen von drei (2:1) Mühleisen begleiteten schwarzen Balken. Auf dem Helm mit schwarz-silbernen Decken ein Mühleisen wie im Schild zwischen offenem, rechts silbernen und links schwarzem Flug.
- Das freiherrliche Wappen von 1670 ist geviert und belegt mit einem silbernen Herzschild, darin zwei oben dreimal weiß gewölkte blaue Balken (Stammwappen der schwäbischen von Blumberg). In den Feldern 1 und 4 in Gold ein schwarzer Adler am Spalt, in den Feldern 2 und 3 das Stammwappen mit dem von drei schwarzen Mühleisen begleiteten schwarzen Balken. Auf dem Rechten der zwei Helme mit blau silbernen Decken ein wachsender, zweischwänziger silberner Löwe mit einem kleinen roten Kreuz im Rachen auf dem linken mit schwarz-silbernen Decken der offene rechts blaue und links schwarze Flug mit dem Mühleisen des Stammwappens. Schildhalter: Rechts ein schwarzer Adler, links ein silberner Löwe.[3]

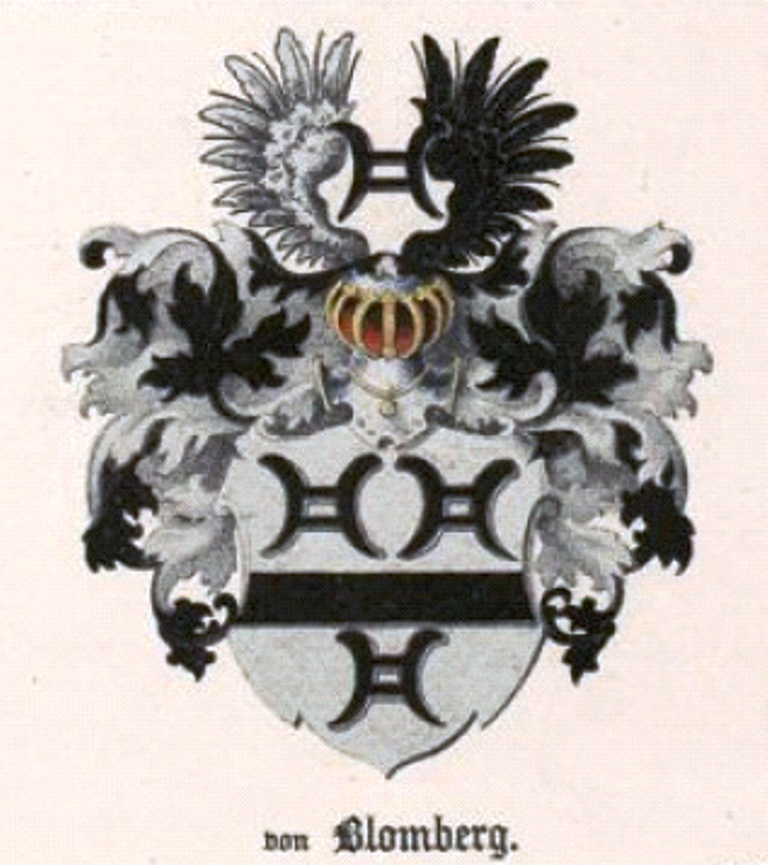
Wappen derer von Blomberg (Baltisches Wappenbuch, 1882)
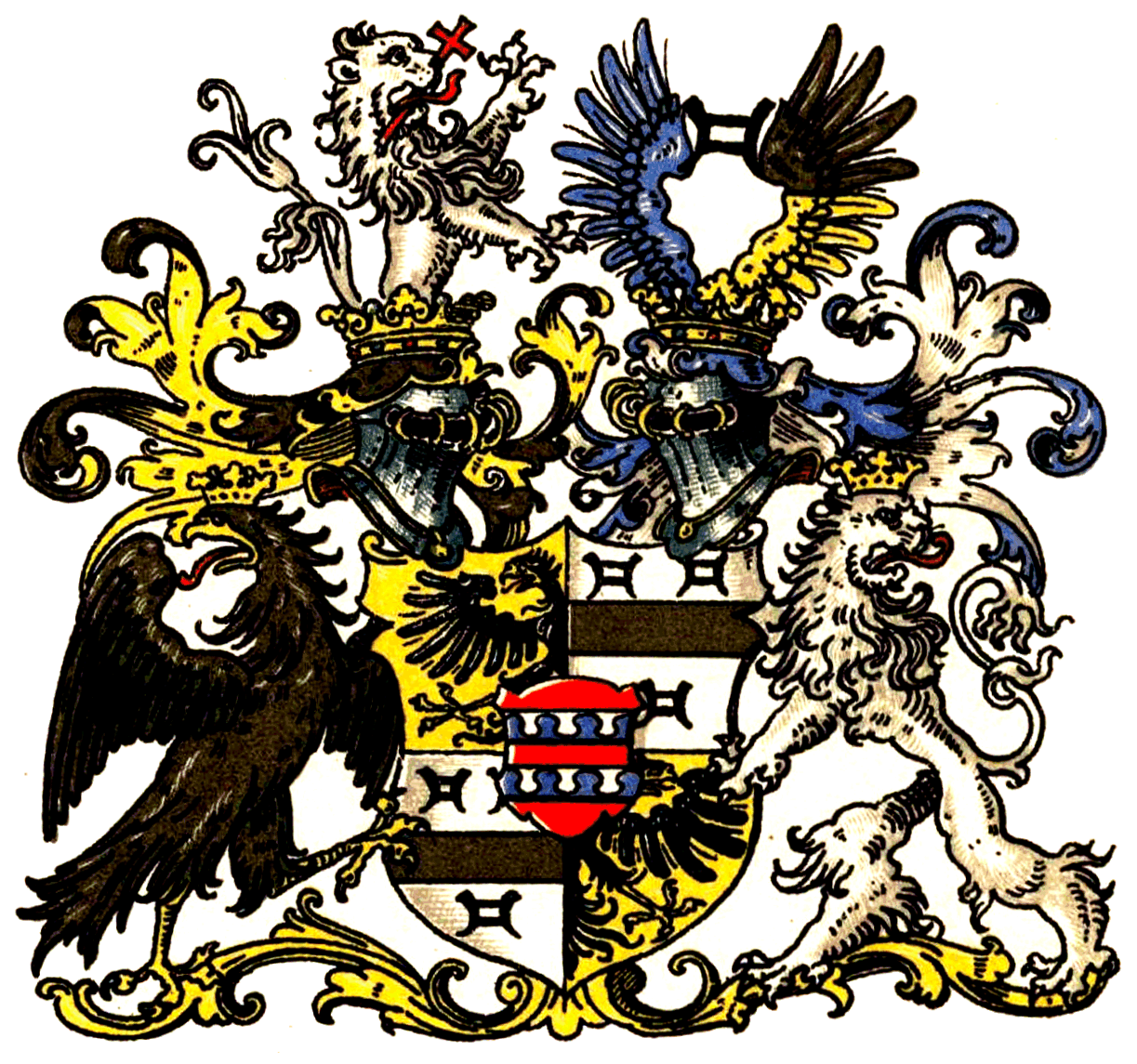
Wappen der Freiherrn von Blomberg von 1670 (Wappenbuch des westfälischen Adels, 1902) mit dem Herzschild der schwäbischen Blumberg/Blumegg

## Bekannte Familienmitglieder
Angehörige dieser Familie waren:

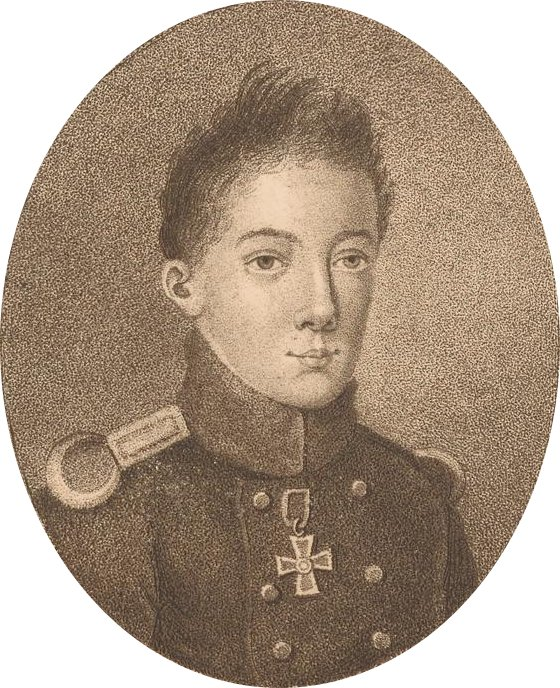
Alexander von Blomberg (1788–1813), Befreiungskämpfer

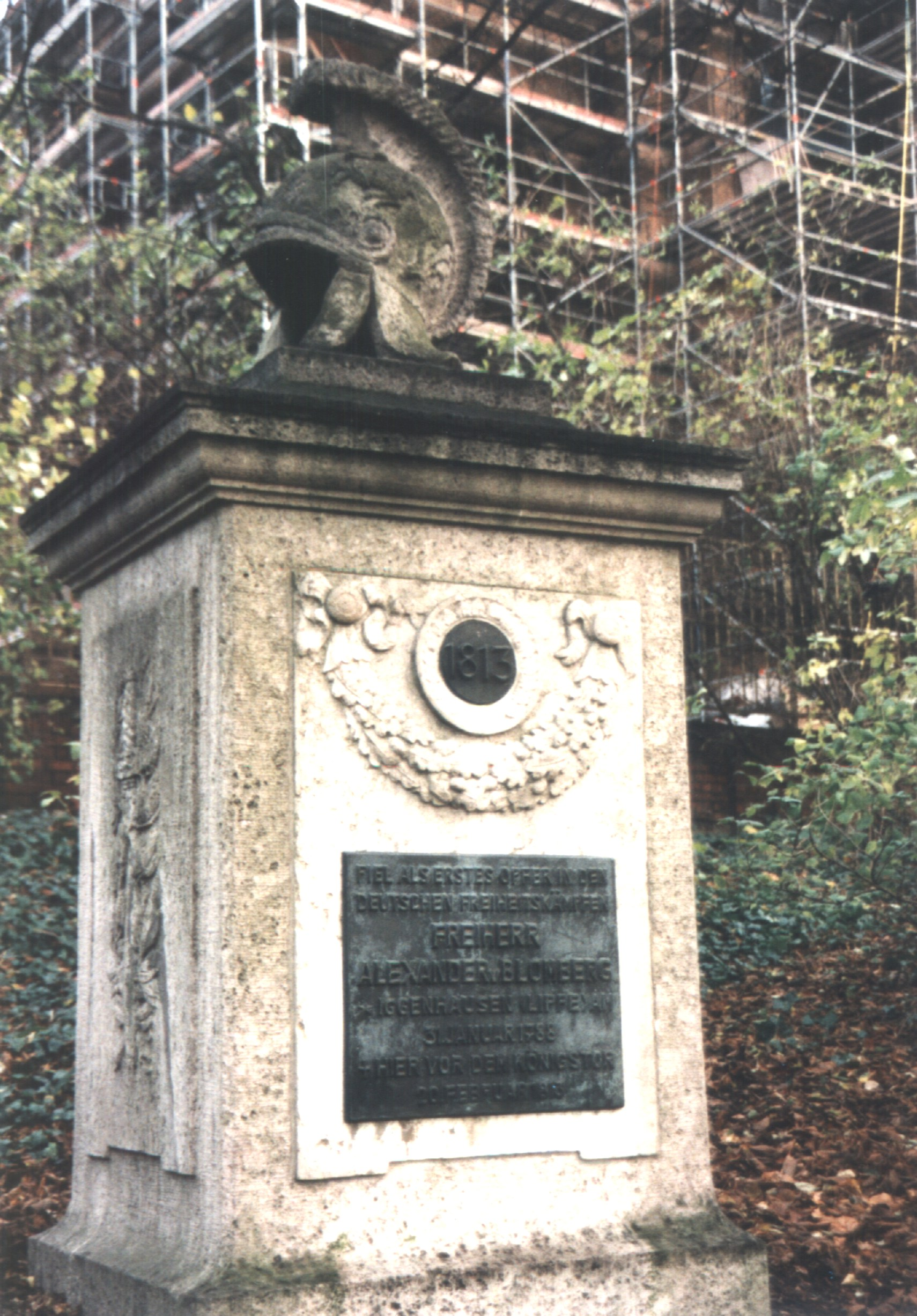
Alexander-von-Blomberg-Denkmal vor der Bartholomäuskirche in der Otto-Braun-Straße in Berlin

- Gustav von Blomberg (1854–1919), preußischer Verwaltungsjurist und Landrat im Kreis Crossen
- Otto von Blomberg (1871–1946), deutscher Generalleutnant.[4]
- Baron William T. Frary von Blomberg (1904–1983), US-amerikanischer PR-Berater (Adoption 1933)

### Jüngere Lippische Linie
- Alexander von Blomberg (1788–1813), Befreiungskämpfer
- Georg Moritz von Blomberg (1770–1818), preußischer Landrat und Dichterjurist
- Wilhelm von Blomberg (1786–1846), preußischer Offizier und Dichterjurist

### Kurländische Linie
- Hugo von Blomberg (1820–1871), deutscher Maler und Dichter
- Karl August von Blomberg (1726–1793), preußischer Oberst (Vater von Julius von Blomberg), erwirbt 1762 Gut Liebthal (Kreis Crossen)
- Karl (Carl) von Blomberg (1860–1930), Majoratsherr auf Sergemiten, Arzt[5]
- Richard von Blomberg (1826–1893), auf Liebthal, neumärkischer Ritterschaftsdirektor[6][7]

### Preußische Adelslegitimation von 1771
Begründet durch Julius von Blomberg (1769–1842), der als illegitimer Sohn von Karl August von Blomberg 1771 die Adelslegitimation erhielt
Julius von Blomberg (1769–1841) ⚭ Leonore Friederike von Petersdorff (1770–1851)
Ludwig Ernst Adolf von Blomberg (1803–1892) ⚭ Amalie von dem Borne (1807–1851)
Hermann von Blomberg (1836–1924), preußischer General der Infanterie
Emil Leopold von Blomberg (1840–1904) ⚭ Emma von Tschepe (1847–1938)
Werner von Blomberg (1878–1946), deutscher Generalfeldmarschall sowie Reichswehrminister und Reichskriegsminister von 1933 bis 1938